# Nuevo Hospital de Villarrica
El Hospital de Villarrica, o usualmente llamado Nuevo Hospital de Villarrica, es el hospital de la ciudad de Villarrica, de la provincia de Cautín, en la región de La Araucanía. Sus operaciones fueron iniciadas aproximadamente en octubre de 2024 en Saturnino Epulef 2105. La acreditación de la Superintendencia de Salud es desconocida, ya que no hay datos oficiales, sin embargo, esta pudo ser entregada dentro del año 2023, y duraría hasta el año 2026 según dicha institución gubernamental.

## Historia

### Justificación del Nuevo Hospital
La razón de la construcción del nuevo edificio de salud en Villarrica es debido a las limitaciones de la infraestructura existente. El hospital viejo, construido en 1965, había quedado obsoleto y no capaz de satisfacer las necesidades de una población en constante expansión. Una de las principales deficiencias del antiguo hospital era su tamaño reducido, limitado por la organización de cuadras, con 6 mil metros cuadrados, a comparación de los actuales 22 mil metros cuadrados. Esta limitación era notable, ya que la cifra de camas accesibles para pacientes ha incrementado en 125 con el Nuevo Hospital.
Además de la falta de espacio, el antiguo hospital carecía de unidades críticas esenciales para la atención de pacientes complejos, que eran derivados al Hospital de Pitrufquén, Hospitales de Temuco, entre otros de mediana-alta o alta complejidad.